# 同化類固醇

化學結構類似天然的類固醇激素「睾酮」，17β-hydroxy-4-androsten-3-one.

同化類固醇是一种能够促進細胞生長與分化，使肌肉擴增，甚至是骨頭的強度與大小的甾体激素。同化激素是由天然来源的雄性激素经结构改造，降低雄激素活性，提高蛋白同化活性而得到的半合成激素类药物。睪酮是最為常見的天然来源的蛋白同化類固醇，也是天然的雄性激素。

## 效果
多數的同化類固醇藉由睪酮的活動而產生效用，如合成代謝，與男性化（virilization）的效應。
同化性效用的例子:
- 促進氨基酸中蛋白質生物合成
- 促進肌肉變大變壯
- 促進食慾
- 促進骨骼的生長
- 刺激骨髓，促進紅血球的產生。

雄性化效用的例子:
- 女性陰蒂 的成長（陰蒂增大）以及男孩陰莖的成長（男性成人無論施打或服用任何劑量的雄激素都無法使生殖器繼續發育）。
- 毛髮（鬍鬚、胸部以及四肢的毛髮）的增生。
- 聲調的提高，聲音變低沈。
- 增加性慾
- 壓抑內生的性激素(大量或長期的使用，將使身體無法自行合成，終身需依賴外源補充)
- 保護精子生成的過程

許多雄激素藉由新陳代謝送到身體中的化合物（同時也和雌激素交互作用），產生一些負面效應。
- 加速孩童骨骼的老化
- 男性胸部的成長

能夠促進雄性化的荷爾蒙可以有許多用處，不過在使用的過程中往往出現干擾的雌性化反應。許多合成的同化性類固醇是被設計為能夠製造出更多的雄性激素而非產生雌性化反應。
其他副作用，包括了高血壓，膽固醇上升，皮膚痤瘡，提早禿頭，性功能減退以及睪丸萎縮。部份男性使用者會發生男性女乳的症狀。女性使用者則是體毛增長，聲音變低沈，乳房萎縮，陰蒂漲大以及經期不規律甚至停經。部分副作用是無可避免的。對孩童及青少年來說，亦會造成性早熟及骨骼發育提早結束進而影響日後的身高。對長期使用者來說，肝功能及內分泌系統會嚴重的受損。